# Пайк (окръг, Алабама)
Окръг Пайк (на английски: Pike County) е окръг в щата Алабама, Съединени американски щати. Площта му е 1740 km², а населението – 33 277 души (2016). Административен център е град Трой.